# Vornado Realty Trust
Vornado Realty Trust ist eine in New York City beheimateter, börsennotierter Immobilien-Treuhandfonds (REIT).
Das Unternehmen investiert vor allem in Immobilien in New York City. So befinden sich zum Beispiel die Gebäude 731 Lexington Avenue, One Penn Plaza und das Hotel Pennsylvania im Besitz der Gesellschaft. An weiteren Gebäuden ist Vornado anteilsweise beteiligt – allein in New York an insgesamt 88 Gebäuden.
1998 wurde in Chicago das Warenhaus Merchandise Mart erworben. 2017 wurden 70 % an 555 California Street in San Francisco erworben; die rest 30 % gehören The Trump Organization.
Das Unternehmen ist mit 32,5 % am US-amerikanischen Spielwarenkonzern Toys'R'Us beteiligt.